# ジオメトリー・オグルヴィ・ジャパン
ジオメトリー・オグルヴィ・ジャパン（Geometry Ogilvy Japan）は、東京都に本拠を置く外資系広告代理店。

## 概要
イギリスのWPPグループ(NASDAQ: WPPGY)の一員であるジオメトリー・グローバル・ジャパン合同会社と、オグルヴィ・アンド・メイザー・ジャパン合同会社が経営統合して設立。
ジオメトリー(現在はVMLY&R COMMERCE)とオグルヴィのそれぞれのブランドが持つグローバルネットワーク、専門性を活用し、コミュニケーション、ブランド・エクスペリエンス、コマース、そしてテクノロジーをつなぎ、日本市場で成長、拡大を狙うブランドに、他に例を見ないマーケティング、クリエイティブソリューションを提供している。